# Placówka Straży Celnej „Zwardoń Stacja”

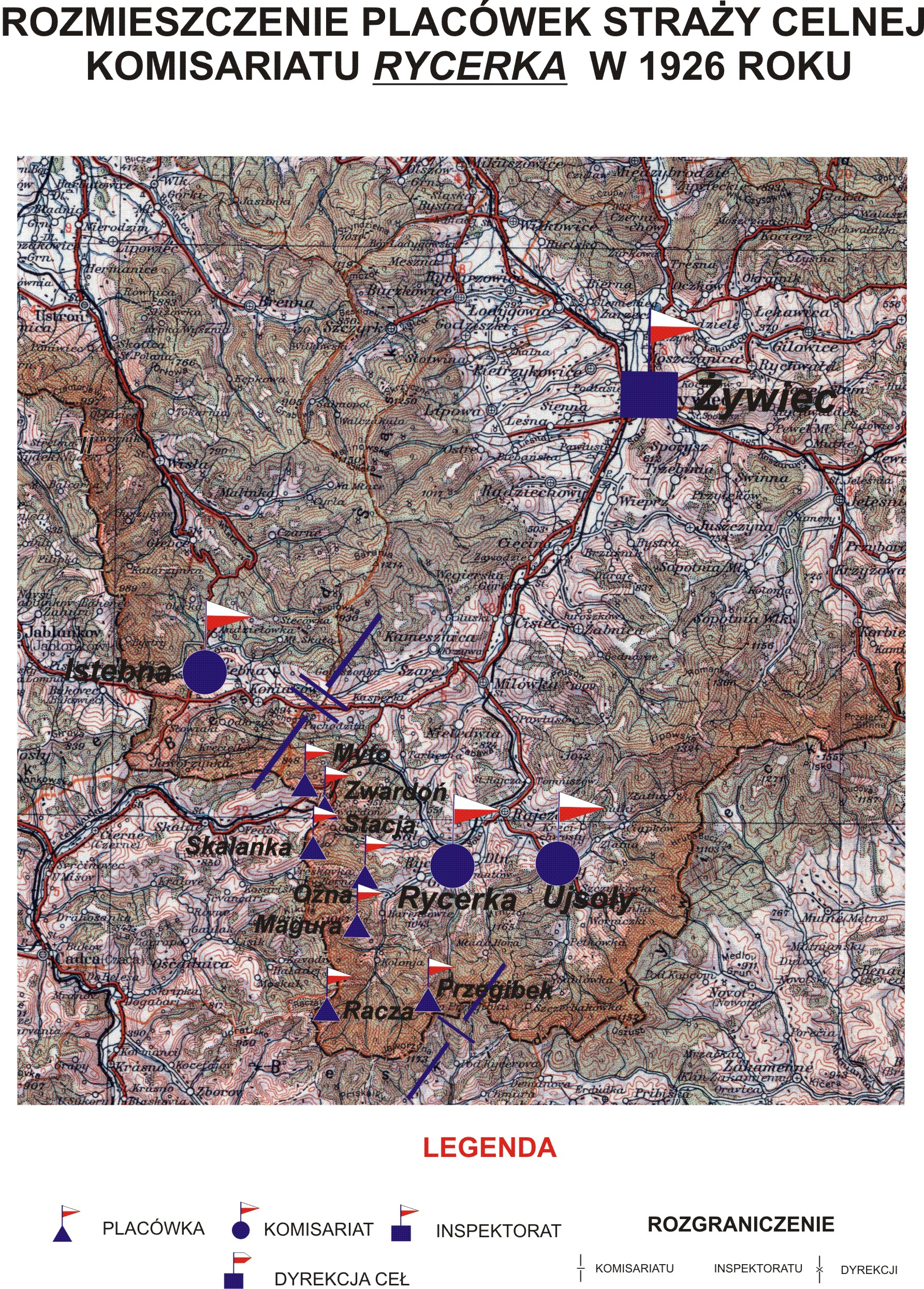
Rozmieszczenie placówek SC Komisariatu Rycerka w 1926 r.

Placówka Straży Celnej „Zwardoń Stacja” – jednostka organizacyjna Straży Celnej pełniąca w okresie międzywojennym służbę ochronną na granicy polsko-czechosłowackiej.

## Formowanie i zmiany organizacyjne
Na wniosek Ministerstwa Skarbu, uchwałą z 10 marca 1920 roku, powołano do życia Straż Celną. Jednostki Straży Celnej rozpoczęły przejmowanie odcinków granicy od pododdziałów Batalionów Celnych. W 1921 roku w Rajczy stacjonował sztab 4 kompanii 7 batalionu celnego. Kompania wystawiała również placówkę w Zwardoniu Stacji. W 1922 roku w Istebnej stacjonował sztab 1 kompanii 7 batalionu celnego. Kompania wystawiała również placówkę w Zwardoniu Stacji. Proces tworzenia Straży Celnej trwał do końca 1922 roku. Placówka Straży Celnej „Zwardoń Stacja” weszła w podporządkowanie komisariatu Straży Celnej „Rycerka” z Inspektoratu SC „Żywiec”.
W drugiej połowie 1927 roku przystąpiono do gruntownej reorganizacji Straży Celnej. W praktyce skutkowało to rozwiązaniem tej formacji granicznej. Ochronę północnej, zachodniej i południowej granicy państwa przejęła powołana z dniem 2 kwietnia 1928 roku Straż Graniczna.
Rozkazem nr 4 z 30 kwietnia 1928 roku w sprawie organizacji Śląskiego Inspektoratu Okręgowego dowódca Straży Granicznej gen. bryg. Stefan Pasławski powołał komisariat Straży Granicznej „Rajcza”. Placówka Straży Granicznej I linii „Zwardoń” znalazła się w jego strukturze.

## Funkcjonariusze placówki
Kierownicy placówki
| stopień    | imię i nazwisko, numer | okres pełnienia służby | kolejne stanowisko |
| ---------- | ---------------------- | ---------------------- | ------------------ |
| przodownik | Jan Rogala (137)       | był w 1926             |                    |

Obsada personalna placówki w 1926:
- przodownik Jan Rogala (137)
- starszy strażnik Leon Fryś (363)
- starszy strażnik Franciszek Toroń (1372)
- strażnik Stanisław Krzesik (1360)
- strażnik Tadeusz Wagner (1434)
- strażnik Jan Głuszczyk (1553)
- strażnik Stanisław Król (2001)
- strażnik Jan Żmudzki (2013)